# 金融城駅
金融城駅（きんゆうじょうえき、中文表記: 金融城站、英文表記: Financial City Station）は、中華人民共和国四川省成都市武侯区（高新区)交子大道にある成都軌道交通1号線の駅。駅番号は0115で、2010年9月27日に開業。

## 概要
駅名は、近隣にある成都金融城に因んで名づけられた。建設中の仮駅名は新益州駅（新益州站）であった 。計画時の駅名は行政中心駅（行政中心站）であった。

## 駅構造

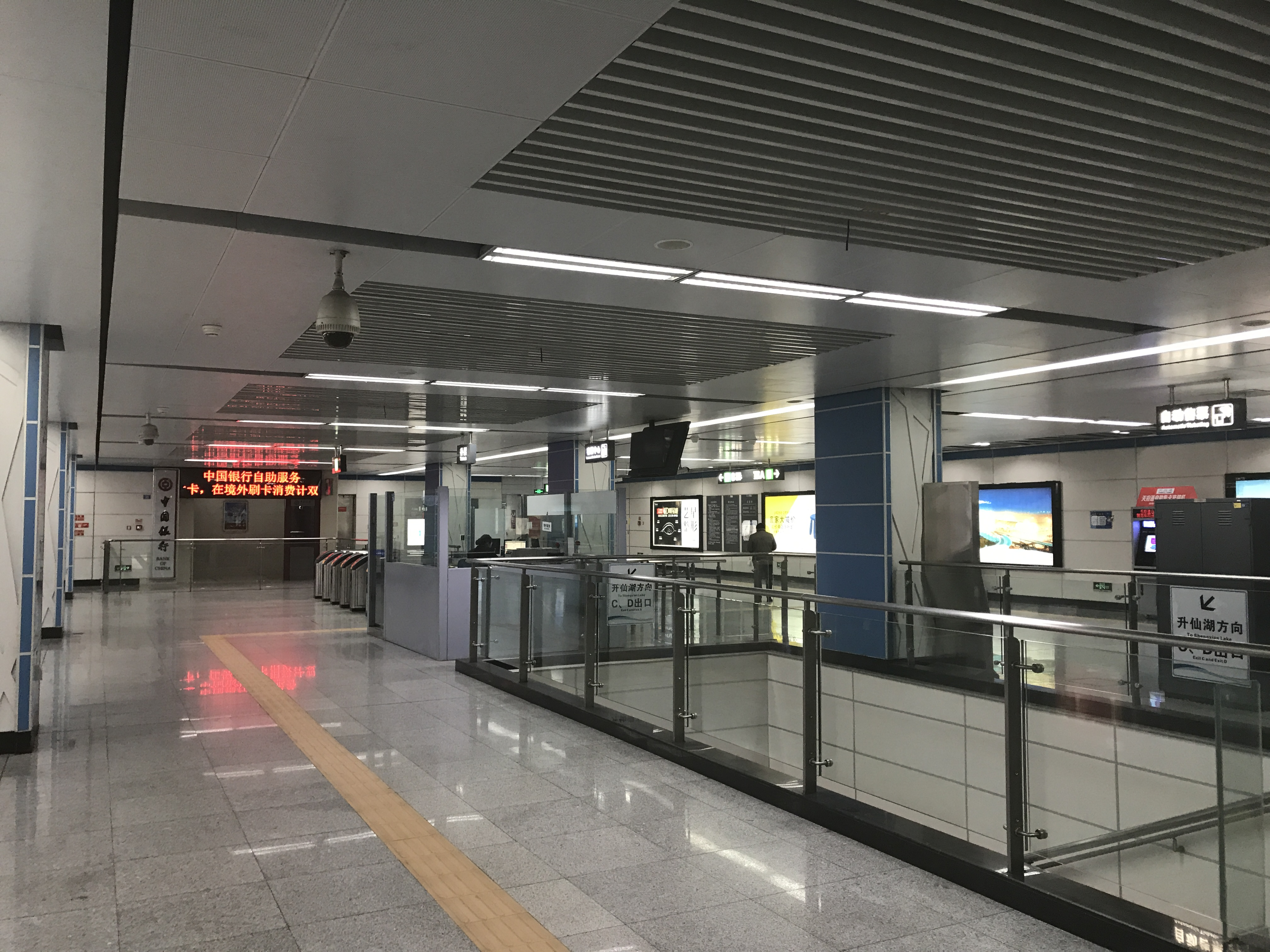
地下1階コンコース
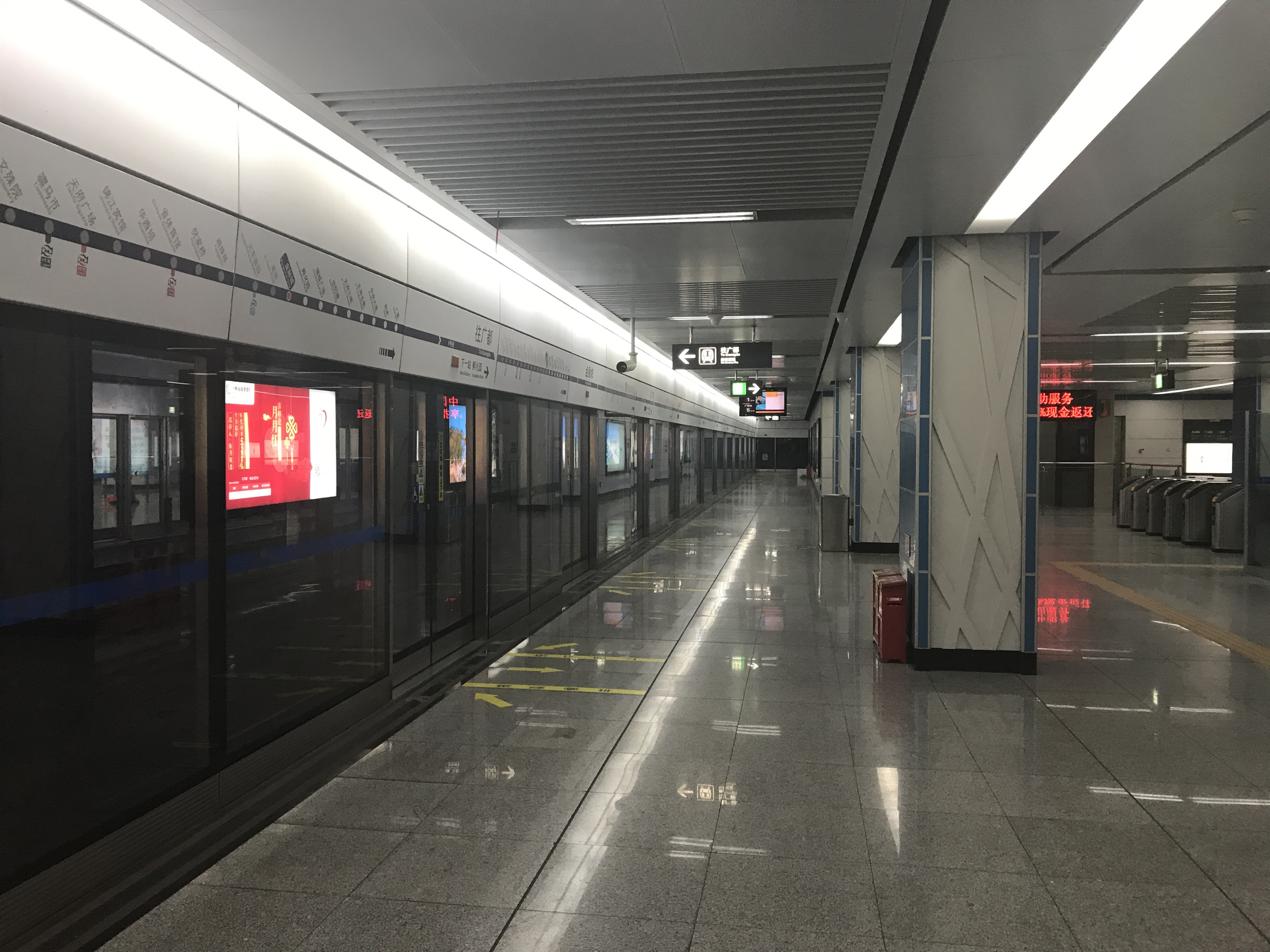
長さ143.2m、幅47.8mの相対式ホーム2面2線が南北方向に設置されている。最深部は地下14mあり、設計耐用年数は100年、乗客数は1時間あたり9,845人とされている[5] 。
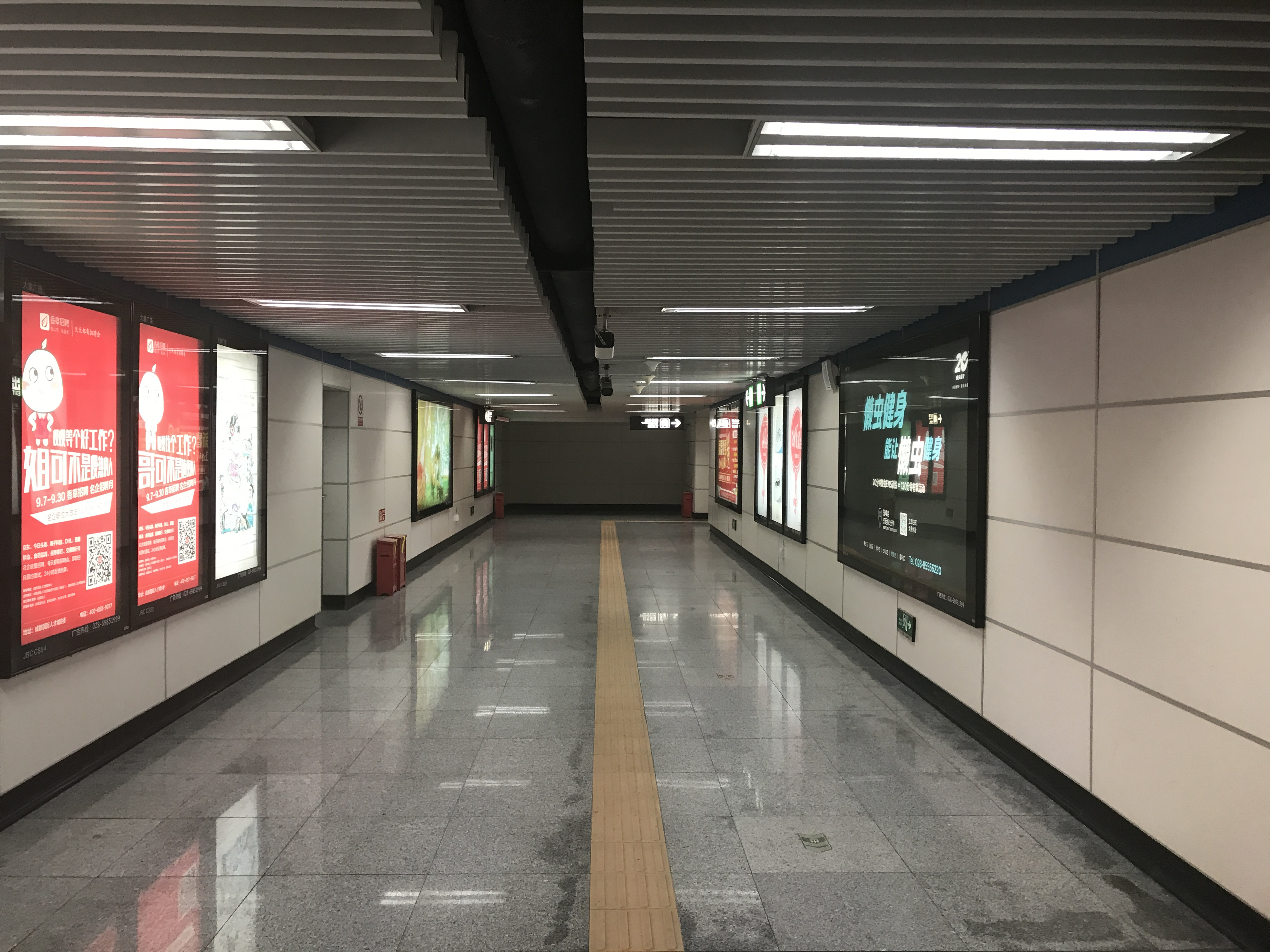
地下2階ホーム連絡通路

| 地上     |                  | 出入口                             |   |
| 地下 1階 | コンコース       | 保安検査、自動券売機、売店         |   |
| 地下 1階 | 右側のドアが開く |                                    |   |
| 地下 1階 | ←                | ■1号線韋家碾方面（高新）           |   |
| 地下 1階 |                  | ■1号線科学城/五根松方面 （孵化園） | → |
| 地下 1階 | 右側のドアが開く |                                    |   |
| 地下 1階 | コンコース       | 保安検査、自動券売機、売店         |   |
| 地下 2階 |                  | ホーム連絡通路                     |   |

- 地下1階コンコース
- 地下1階ホーム
- 地下2階ホーム連絡通路

## 出入口
- 4つの出入口を備える。

| 番号               | 設備 | 場所       | 出口付近                                                                     |
| ------------------ | ---- | ---------- | ---------------------------------------------------------------------------- |
| 出口 · A           |      | 交子北一路 | 領悦国際中心、AFC中航国際広場、成都計画館                                    |
| 出口 · B           |      | 交子南一路 | 中国華商金融中心、東方希望中心、創新・時代広場、高盛金融中心                 |
| 出口 · C           |      | 交子南一路 | 天府国際金融中心、交子公園                                                   |
| 出口 · D           |      | 交子北一路 | 天府国際金融中心、成都市人民代表大会委員会、成都市政治協商会議、成都銀泰中心 |
| 表注：エレベーター |      |            |                                                                              |

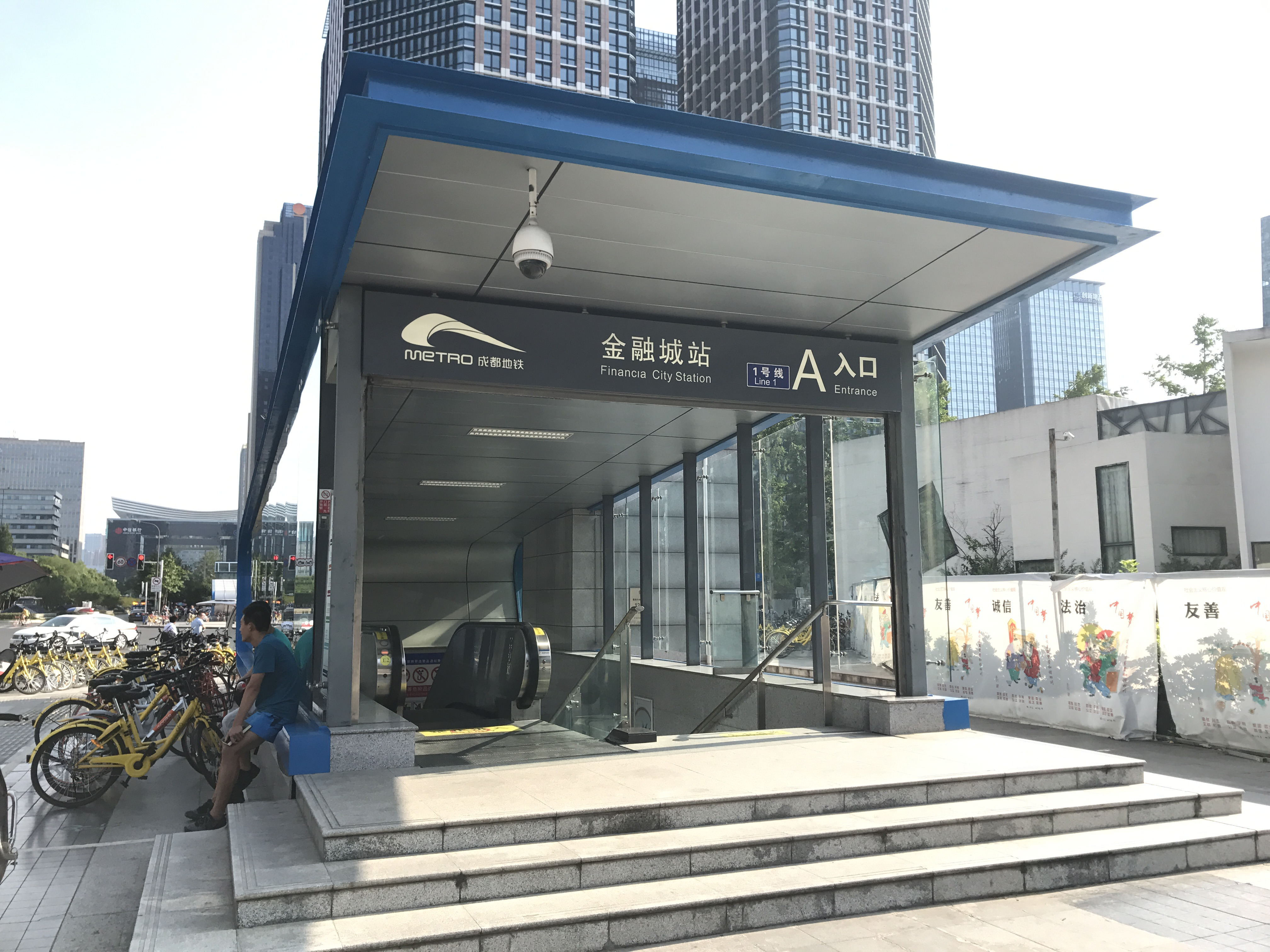
A出入口
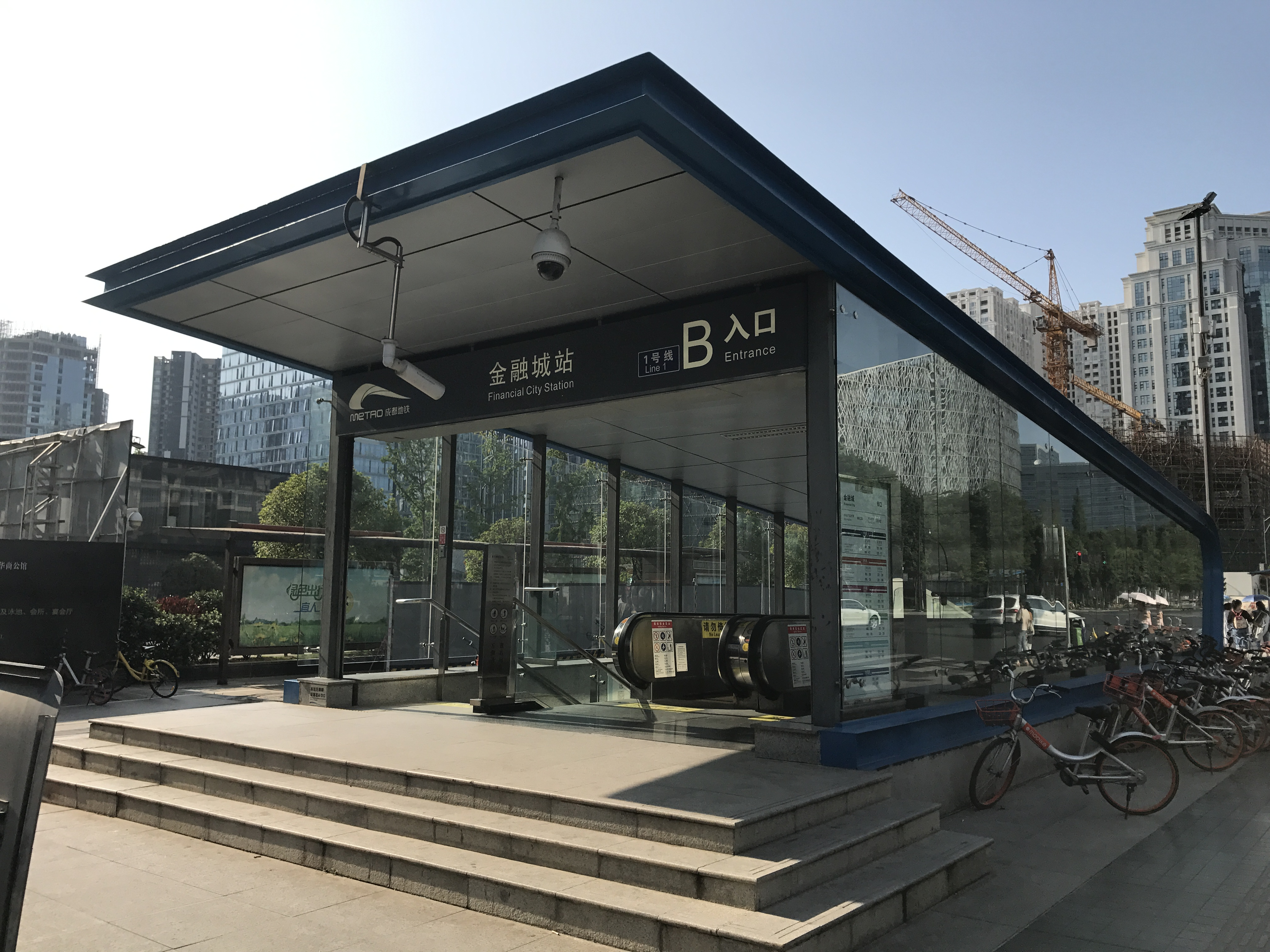
B出入口
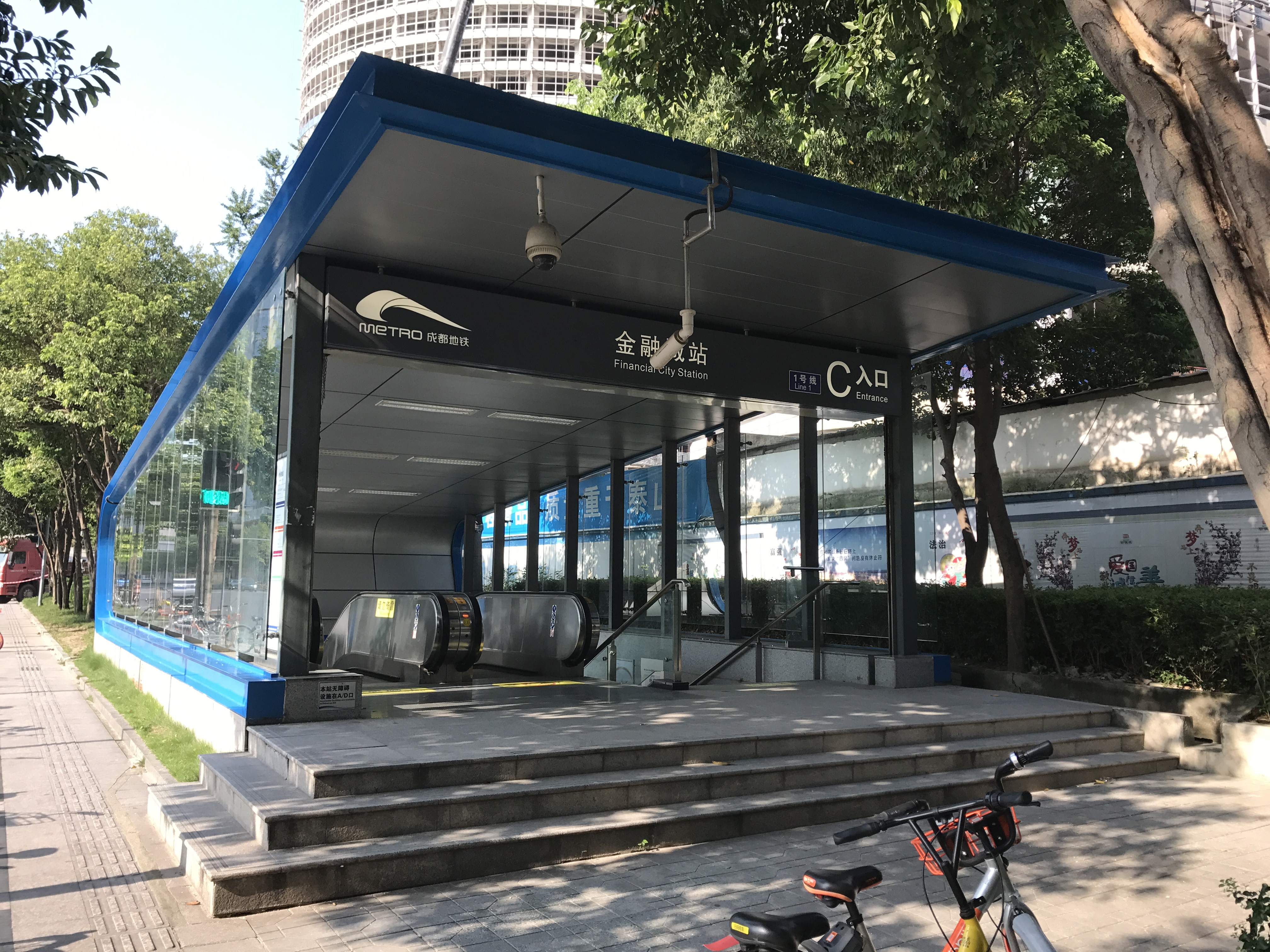
C出入口
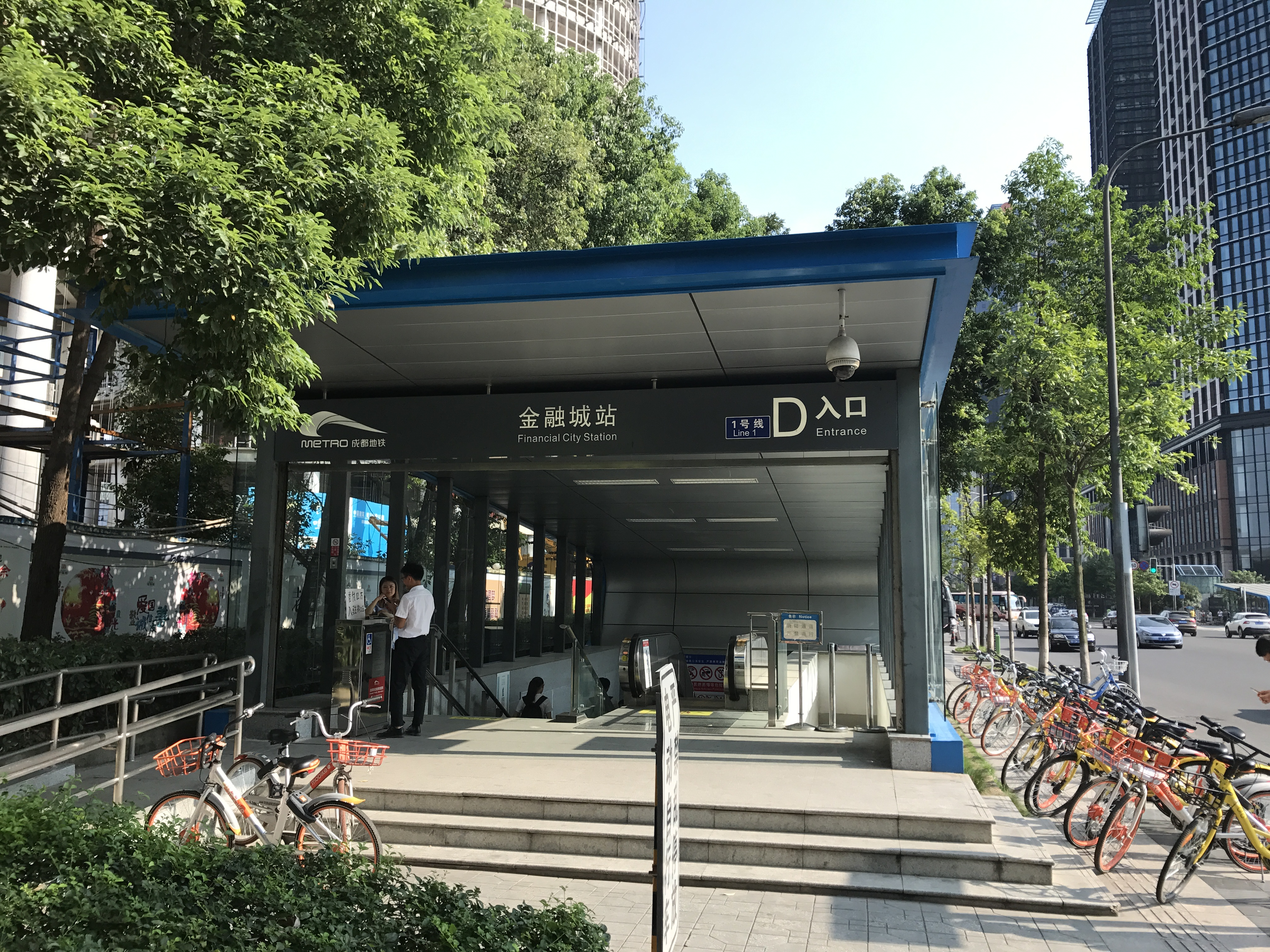
D出入口

## 路線バス
- 162路
- 184路
- 機場専線4号線（空港リムジンバス）

## 沿革
- 2005年8月29日、建設開始[6] 。
- 2006年3月19日、駅の主要構造物が完成し、トッピング・アウトが行われる[6]。
- 2006年8月18日、駅本体が完成[6]
- 2010年9月27日、正式開業[1]。

## 隣の駅
■1号線
高新駅0114 - 金融城駅0115 - 孵化園駅0116